# Bagaichhari
Bagaichhari è un sottodistretto (upazila) del Bangladesh situato nel distretto di Rangamati, divisione di Chittagong. Si estende su una superficie di 1,931 km² e conta una popolazione di 57.380 abitanti (dato censimento 1991).